# Angela Hannah
Angela Hannah (Harare, Zimbàbue, 24 de març de 1986) és una esportista britànica que va competir en piragüisme en la modalitat d'aigües tranquil·les, guanyadora d'una medalla de bronze en el Campionat Europeu de Piragüisme de 2014, en la prova de K2 200 m

## Palmarès internacional
| Campionat Mundial | Campionat Mundial | Campionat Mundial | Campionat Mundial |
| Any               | Lloc              | Medalla           | Competició        |
| ----------------- | ----------------- | ----------------- | ----------------- |
| 2014              | Moscou ( Rússia)  | 3                 | K2 200 m          |